# Wan Fulin

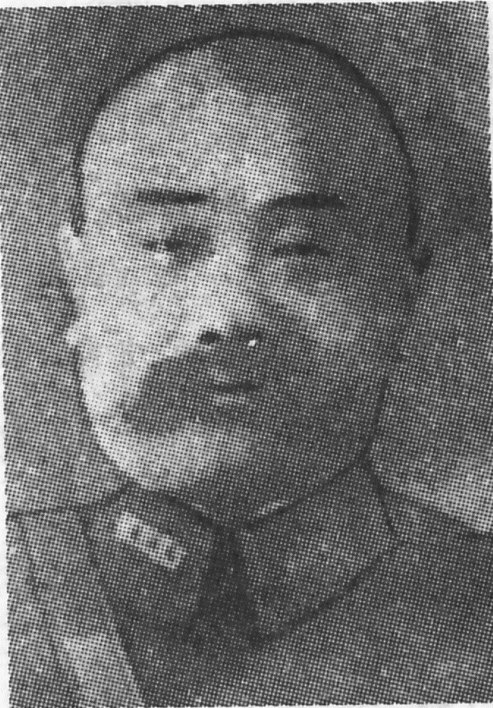
Wan Fulin

Wan Fulin (chinesisch 萬福麟 / 万福麟, Pinyin Wàn Fúlín, W.-G. Wan Fu-lin; Zì 壽山,  Shòushān,  Shou-shan; * 20. November 1880 in Nong’an (Changchun); † 1. Juli 1951 in Taichung, Taiwan) war ein chinesischer General in der Zeit der Warlord-Ära und des Zweiten Japanisch-Chinesischen Krieges.

## Leben
Wan, der ein Mitglied der Fengtian-Clique in der nordostchinesischen Mandschurei war, war vom Juni bis zum August 1928 Militärgouverneur der Provinz Heilongjiang, welche zu dieser Zeit de facto unter der Kontrolle der Beiyang-Regierung stand.
Neben Zhang Zuoxiang und Zhang Xueliang, dem Sohn des Machthabers der Fengtian-Clique, Zhang Zuolin, war Wan einer der Hauptinitiatoren, die die Ersetzung der fünfstreifigen Flagge der Republik China durch die neue Flagge der Republik unter der Herrschaft der Kuomintang anordneten und somit am 29. Dezember 1928 die Chinesische Wiedervereinigung vollführten. Als Dank hierfür wurde er vom Januar 1929 bis zum Oktober 1931 erneut zum Gouverneur von Heilongjiang befördert, bevor seine Abwesenheit nach dem Mukden-Zwischenfall und während der japanischen Invasion der Mandschurei dazu führten, dass Zhang Xueliang ihn durch den General Ma Zhanshan ersetzen ließ.
Als Ersatz hierfür erhielt er im November das Kommando über das 32. Korps der chinesischen Nordostarmee, welche sich im Zuge des Vorrückens der Japaner aus der Mandschurei hatte zurückziehen müssen. Dieses kommandierte er auch im Februar und März 1933 in der Schlacht von Rehe. Seine schlecht ausgerüstete Truppe konnte gegen die Japaner jedoch nicht viel ausrichten und musste sich bereits früh in der Schlacht zurückziehen.
Nach der Schlacht erhielt er das Kommando über das 53. Korps, welches als eine der wenigen größeren Einheiten der Nordostarmee im Norden blieb während die meisten Truppen zur Bekämpfung der kommunistischen Aufstände im Süden abgezogen wurden. Nach dem Zwischenfall an der Marco-Polo-Brücke schickte er eine Brigade zur Unterstützung des 29. Korps in der Schlacht um Peking-Tianjin, befehligte diese aber nicht selber. Später lieferte sein Korps sich Abwehrgefechte mit den Japanern entlang der Eisenbahnlinien von Peking nach Hankou und von Tianjin nach Pukou.
Im Spätsommer und Herbst 1938 hatte er das Kommando über die 26. Armee, mit welcher er in der Schlacht um Wuhan kämpfte.
Er war während des ganzen Zweiten Japanisch-Chinesischen Krieges Vorsitzender der exilierten Provinzregierung von Fengtian und von 1942 bis 1945 zusätzlich noch Mitglied im Nationalen Militärrat. Er starb im Jahr 1951.